# Mount Timpanogos
Der Mount Timpanogos ist mit 3582 Metern über dem Meeresspiegel der zweithöchste Berg der Wasatchkette Utahs. Er befindet sich im Uinta National Forest, der heute ein Teil des Wasatch-Cache National Forest ist. In der Nordflanke des Berges liegt ein Tropfsteinhöhlensystem, das als Timpanogos Cave National Monument ausgewiesen ist.
Die Berg ragt über das Utah Valley, mitsamt den Orten Provo, Orem, Pleasant Grove, American Fork, Lindon und anderen. Der hinausragende Anteil des ca. 300 Millionen Jahre alten Berges besteht vollständig aus Kalkstein und Dolomit aus der Pennsylvanischen Periode. Lawinenabgänge und heftiger Schneefall im Herbst und Winter sind charakteristisch für diese Region der Wasatchkette.
Das Wort Timpanogos stammt von den Ute-Indianern ab, die bereits seit 1400 n. Chr. in den umgebenden Tälern gelebt haben. Der Name bedeutet übersetzt Stein (tumpi) und Wassermund oder Canyon (panogos).

## Bergwanderung
Mount Timpanogos gehört zu Utahs bekanntesten Zielen für Bergwanderungen und wird ganzjährig besucht. Im Winter sind jedoch fortgeschrittene Kenntnisse im Alpinismus erforderlich. Schneeunterspülungen im Frühling stellen des Öfteren gefährliche Bedingungen dar.
Obwohl die Bergtour hin und zurück ca. 23 km (etwa 8 Stunden) und einen Geländeanstieg von ca. 1500 m in Anspruch nimmt, gehört Timpanogos zu den meistbesuchten Gipfeln der Rocky Mountains. Es gibt zwei Hauptwanderwege, die zur Spitze führen: Der eine Weg startet von dem 2106 m hoch gelegenen Parkplatz in Aspen Grove; der andere Weg geht von dem Timpooneke Campingplatz (2185 m) im American Fork Canyon aus. Beide Varianten haben jeweils die ungefähr gleiche Länge und verlaufen durch montane, subalpine und alpine Vegetationsstufen. Charakteristisch für die Wege sind unter anderem Wasserfälle, Kiefern, Gefälle und Kämme sowie Bergziegen und ein kleiner See, der Emerald See auf 3164 m. Ein kurzer Umweg führt die Wanderer an einem Fliegerdenkmal vorbei.
Es existieren zwar noch weitere Routen, jedoch setzen diese entsprechende Kenntnisse im Alpinismus voraus.
Das Timpanogos Cave National Monument kann über eine Stichstraße vom American Fork Canyon erreicht werden. Die Schutzgebietsverwaltung bietet geführte Exkursionen in die Höhlen an.